# 劉易斯頓 (明尼蘇達州)
劉易斯頓（英語：Lewiston）是一個位於美國明尼蘇達州威諾納縣的城市。

## 歷史
劉易斯頓的郵局自1872年營運至今。此地得名自早期定居者喬納森·史密斯·劉易斯（Jonathan Smith Lewis），1873年建制。

## 人口
根據2020年美國人口普查的數據，劉易斯頓的面積為3.28平方千米，皆為陸地。當地共有人口1533人，而人口密度為每平方千米467人。